# Erik Liljeroth

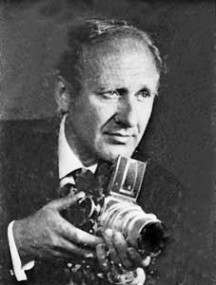
Erik Liljeroth år 1967.

Erik Liljeroth, född 27 maj 1920 i Fjälkinge, död 29 mars 2009 i Kristianstad, var en svensk fotograf. 1958 blev han officiell hovfotograf åt kung Gustav VI Adolf. Totalt producerade han omkring en halv miljon fotografier som idag förvaras av Nordiska museet.

## Biografi

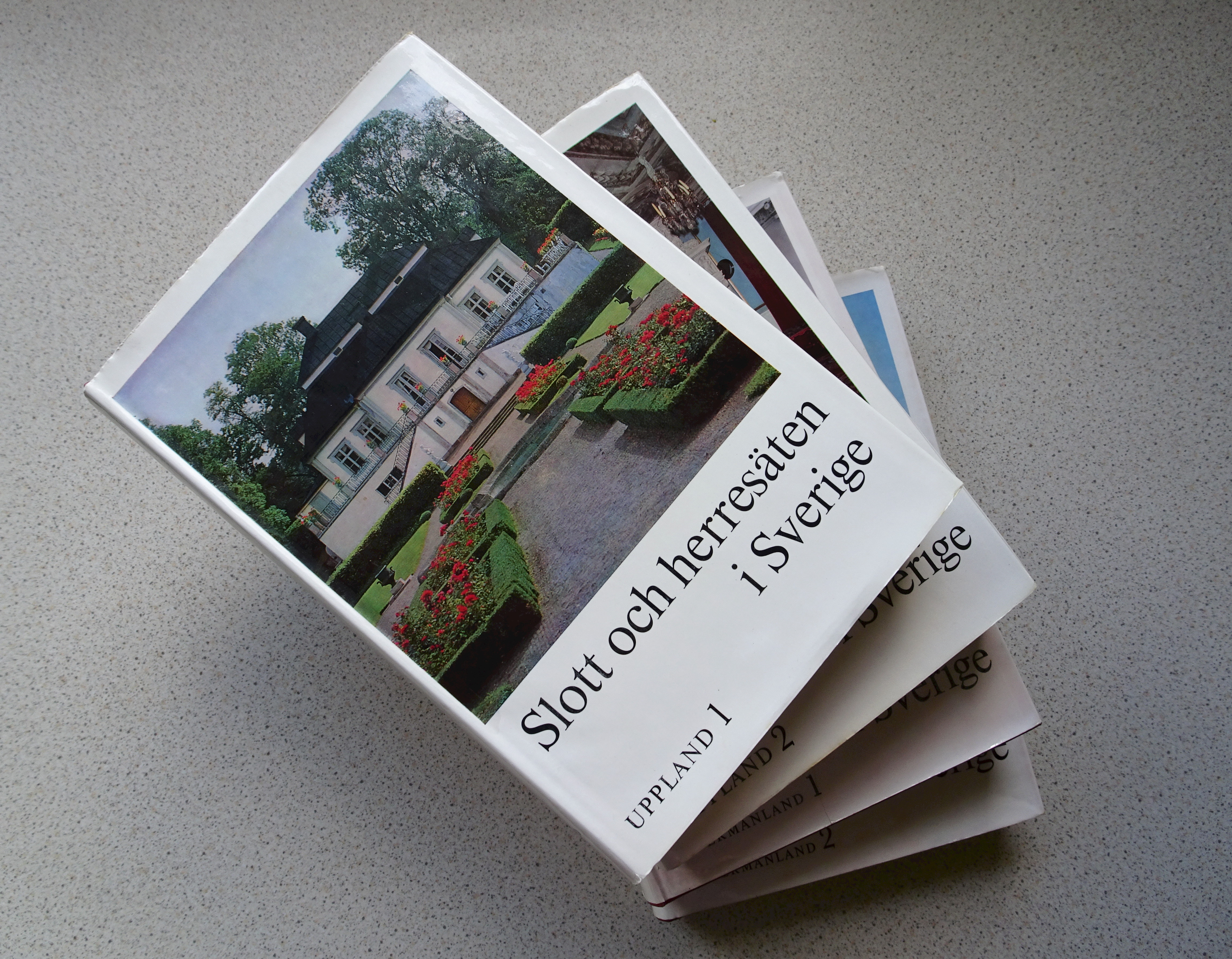
Några böcker ut serien "Slott och herresäten i Sverige" med Liljeroths omslagsbilder.

Erik Liljeroth började sin utbildning till fotograf som assistent hos sin far Erik Alfred Liljeroth, som var fotograf i Kristianstad. Sonen tröttnade snart på att fotografera brudpar och blev istället assistent hos Ateljé Uggla och sedermera hos fotografen Arne Wahlberg i Stockholm. 
Han började sin egen bana som porträttfotograf och debuterade 1949 med en bok om hemstaden Kristianstad som följdes av en Parisbok året därpå. Som porträttfotograf fotograferade han många av sin tids storheter, bland dem Winston Churchill, Elizabeth II och Gustav VI Adolf. Tillsammans med den senare gjorde han en bok om Sofiero slott och utnämndes även till hovfotograf. Största delen av sitt yrkesverksamma liv arbetade han för Allhems förlag i Malmö som bland annat producerade den omfattande bokserien i 18 volymer Slott och herresäten i Sverige. 
Totalt skulle det bli 102 böcker där Liljeroth var representerad som fotograf. Med tiden blev Liljeroth Sveriges ledande landskapsfotograf med 40 år på resande fot både i Sverige och utomlands. Åtminstone två av hans motiv valdes till svenska frimärken: ”Kyrkstallar i Rättvik” (1973) och ”Stora stöten–Falun” (1973). Mellan resorna återvände han till sitt hem i stadsdelen Udden i barndomsstaden Kristianstad. Här hade han sitt fotolabb och sin familj. Han tog sina bilder huvudsakligen i 6x6 mellanformatet med Hasselblad eller Rolleiflex och arbetade i både svartvitt och färg. 
Efter sin pensionering slutade han uppdragsfotograferingen och Nordiska museet tog över hans enorma bildarkiv bestående av omkring en halv miljon fotografier, en enastående dokumentation över 1950-, 1960- och 1970-talets Sverige. Liljeroth är begravd på Östra begravningsplatsen i Kristianstad.

## Citat av Open Library
| ” | One of Sweden's most famous photograph[er]s, travelled all around the world and have made over 102 picture-books. He have worked with the royalty of Europe, for example two Swedish kings and Queen Elizabeth II of England. | „ |

## Bilder (urval)

Allmänt (svart-vitt)
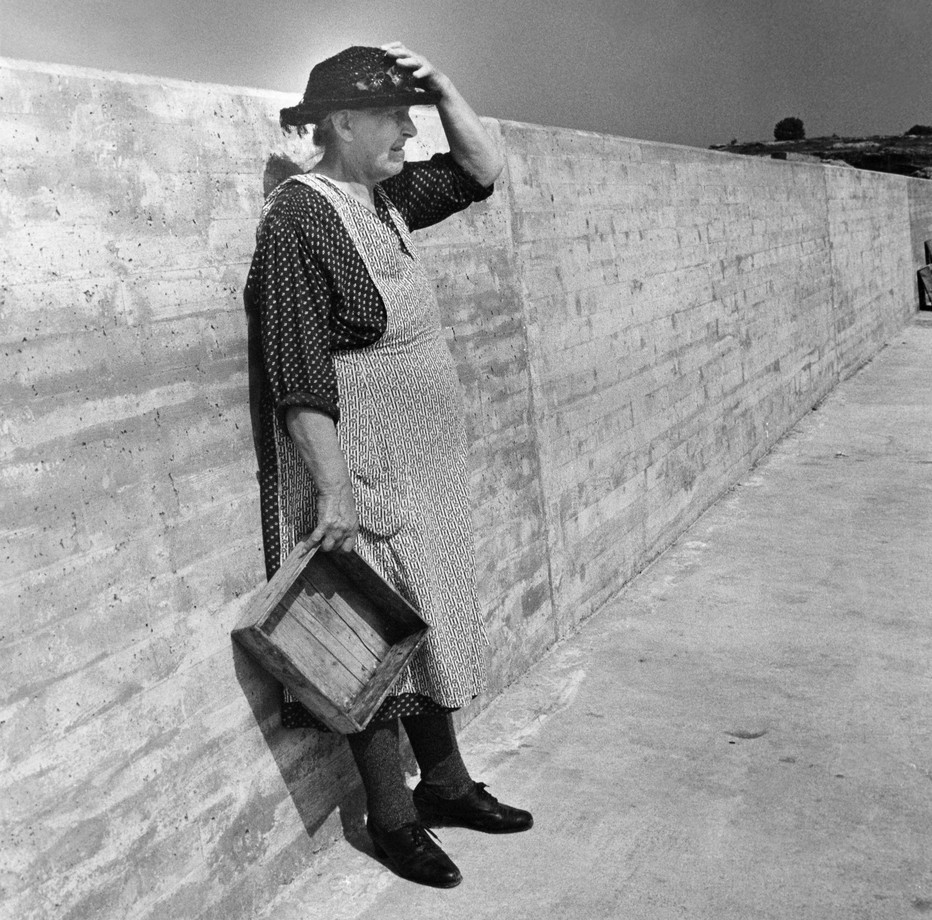
Kvinna vid Herrviks fiskehamn, Gotland.
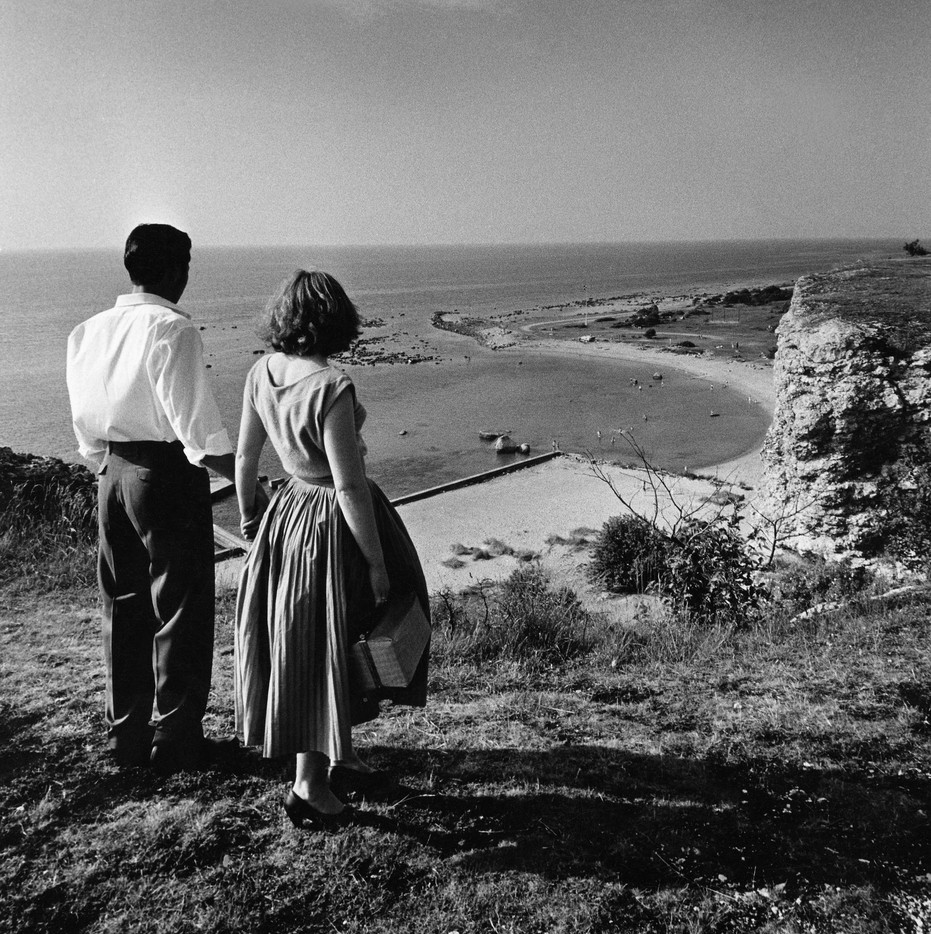
Man och kvinna vid Snäckgärdsbaden, Visby.
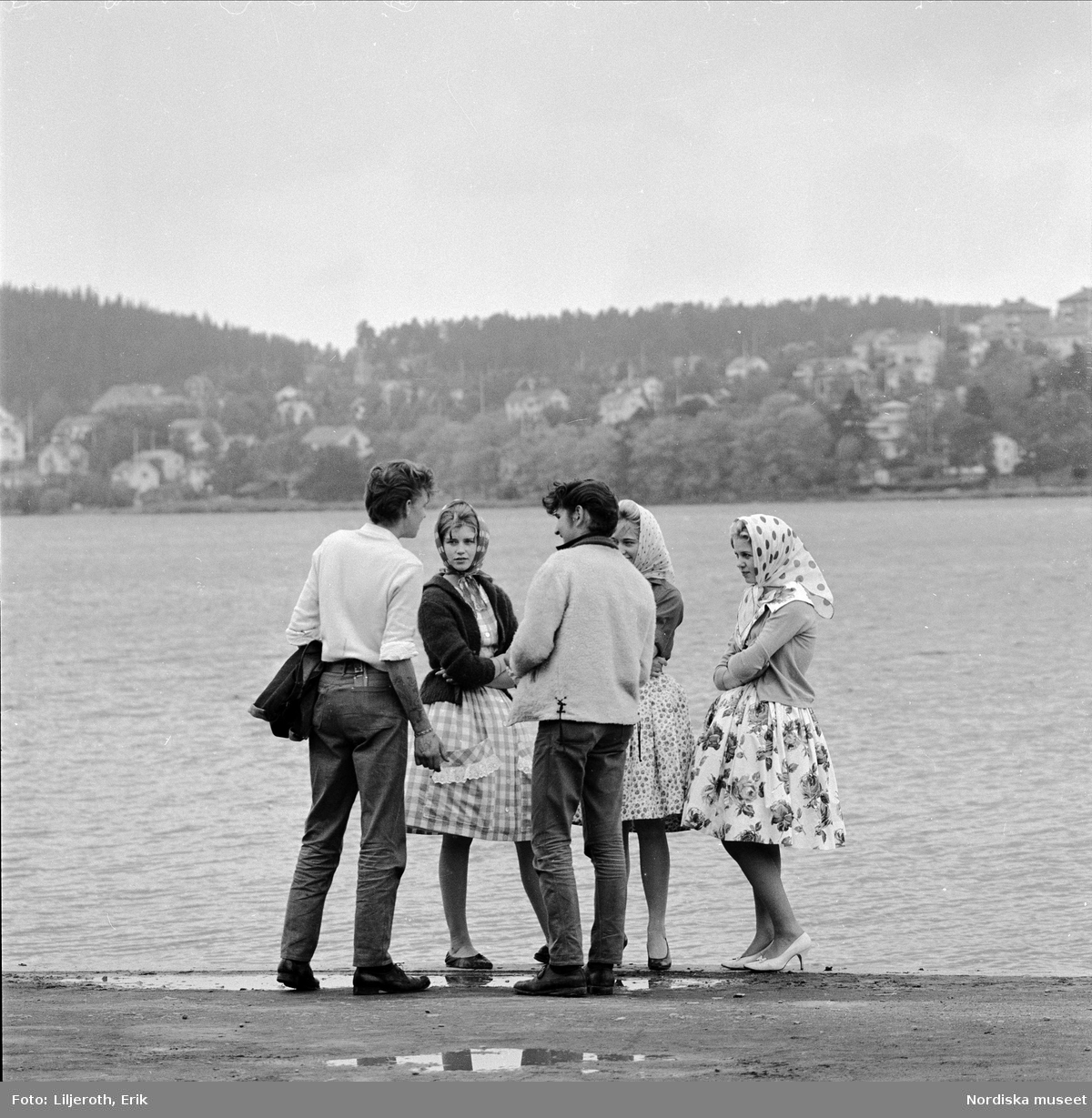
Ungdomar vid Storsjön, Jämtland.
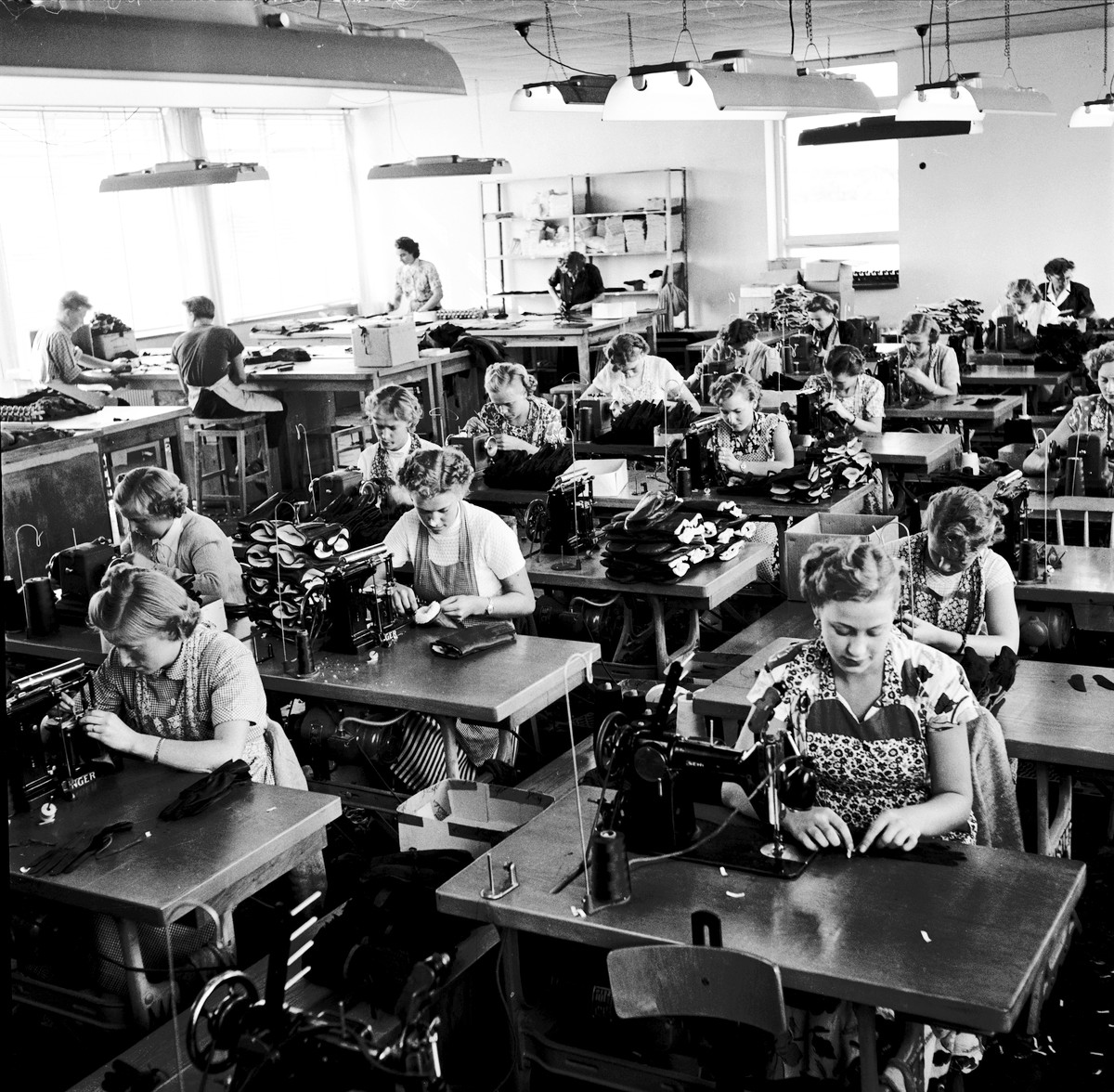
Kvinnor syr handskar i Laholm.
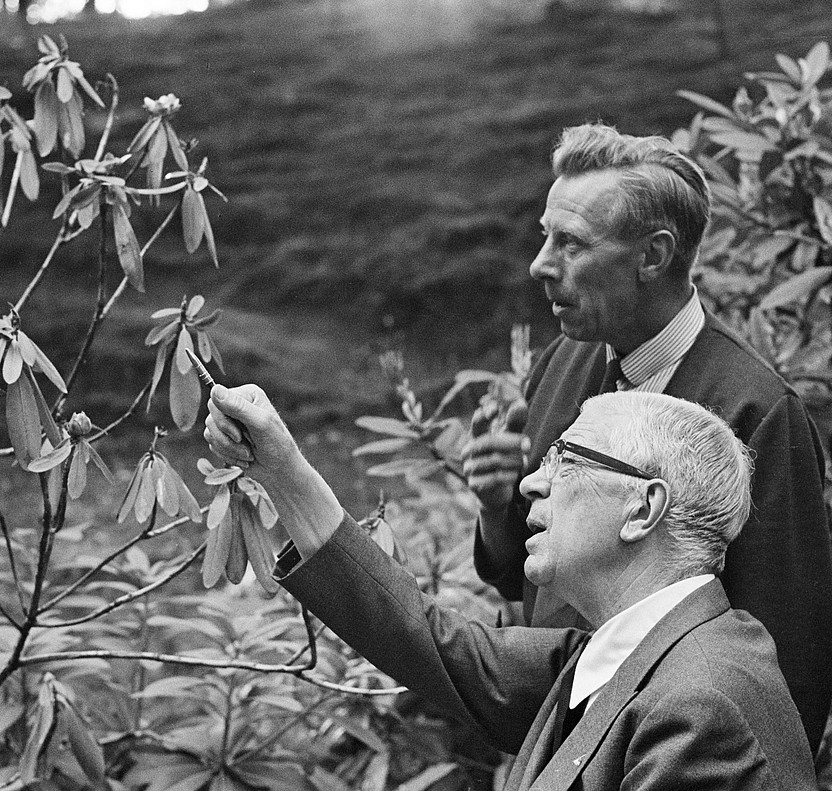
Gustav VI Adolf med sin trädgårdsmästare på Sofiero.

Ur "Slott och herresäten" (färg)
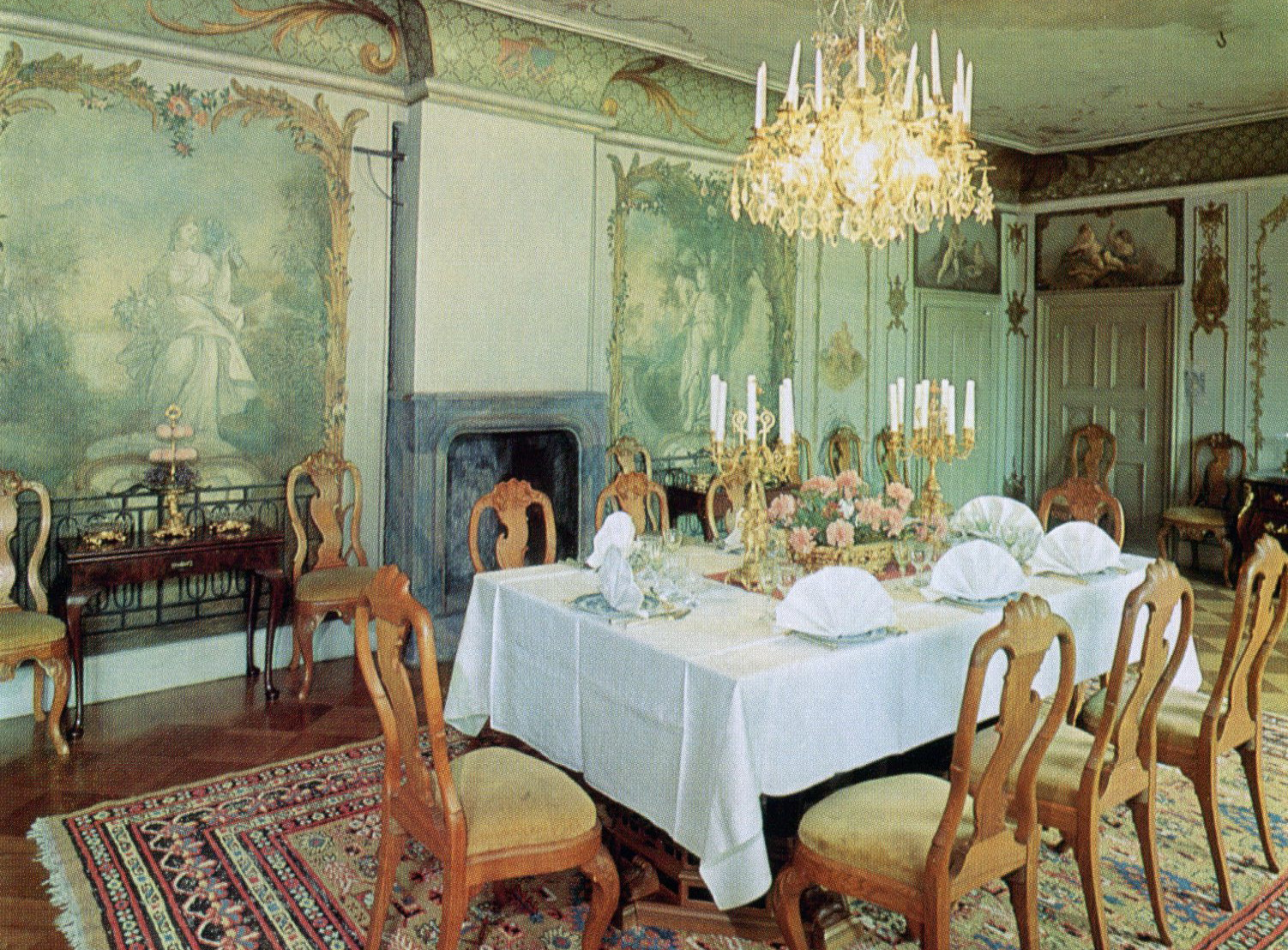
Julita herrgård
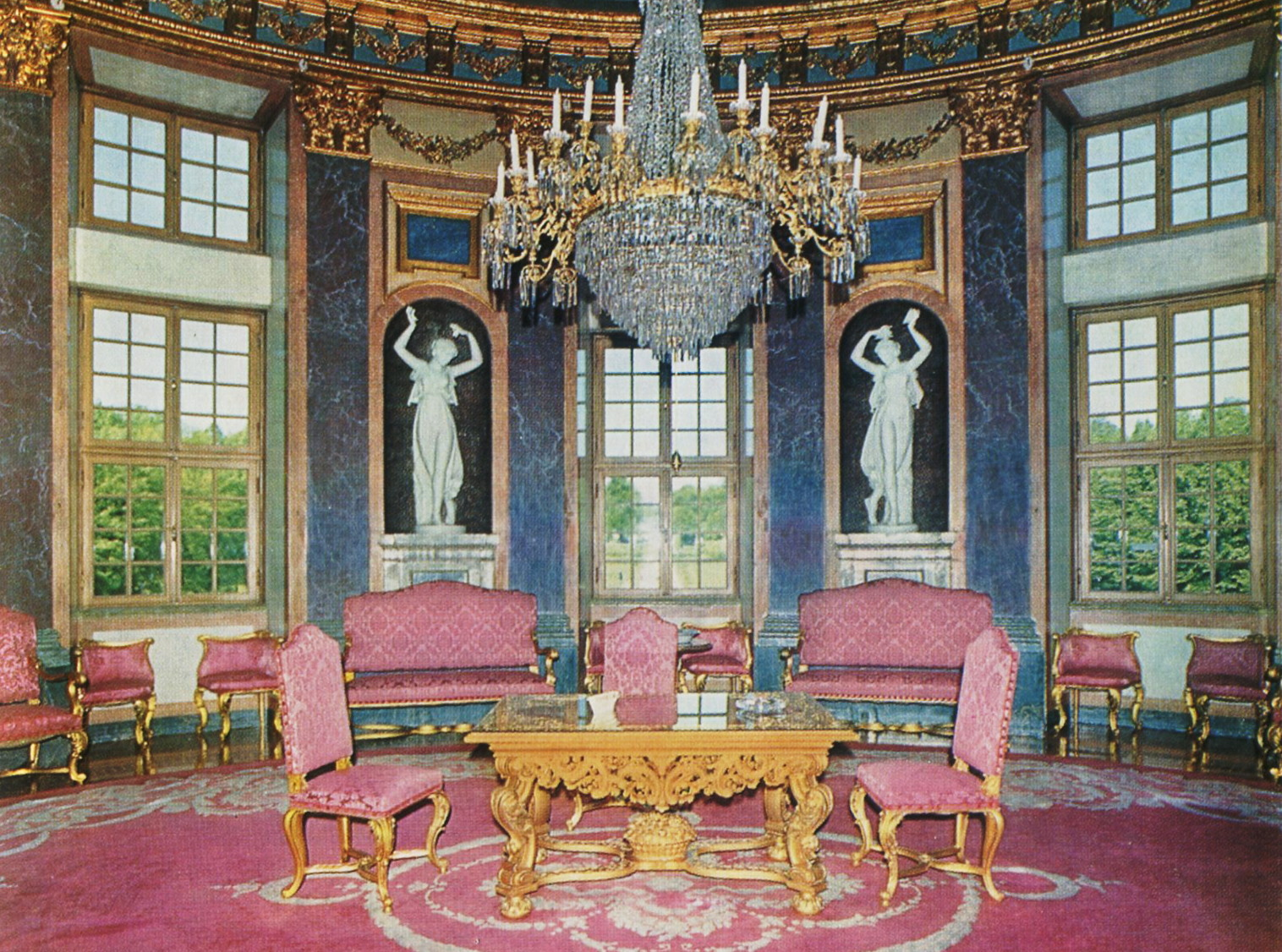
Steninge slott
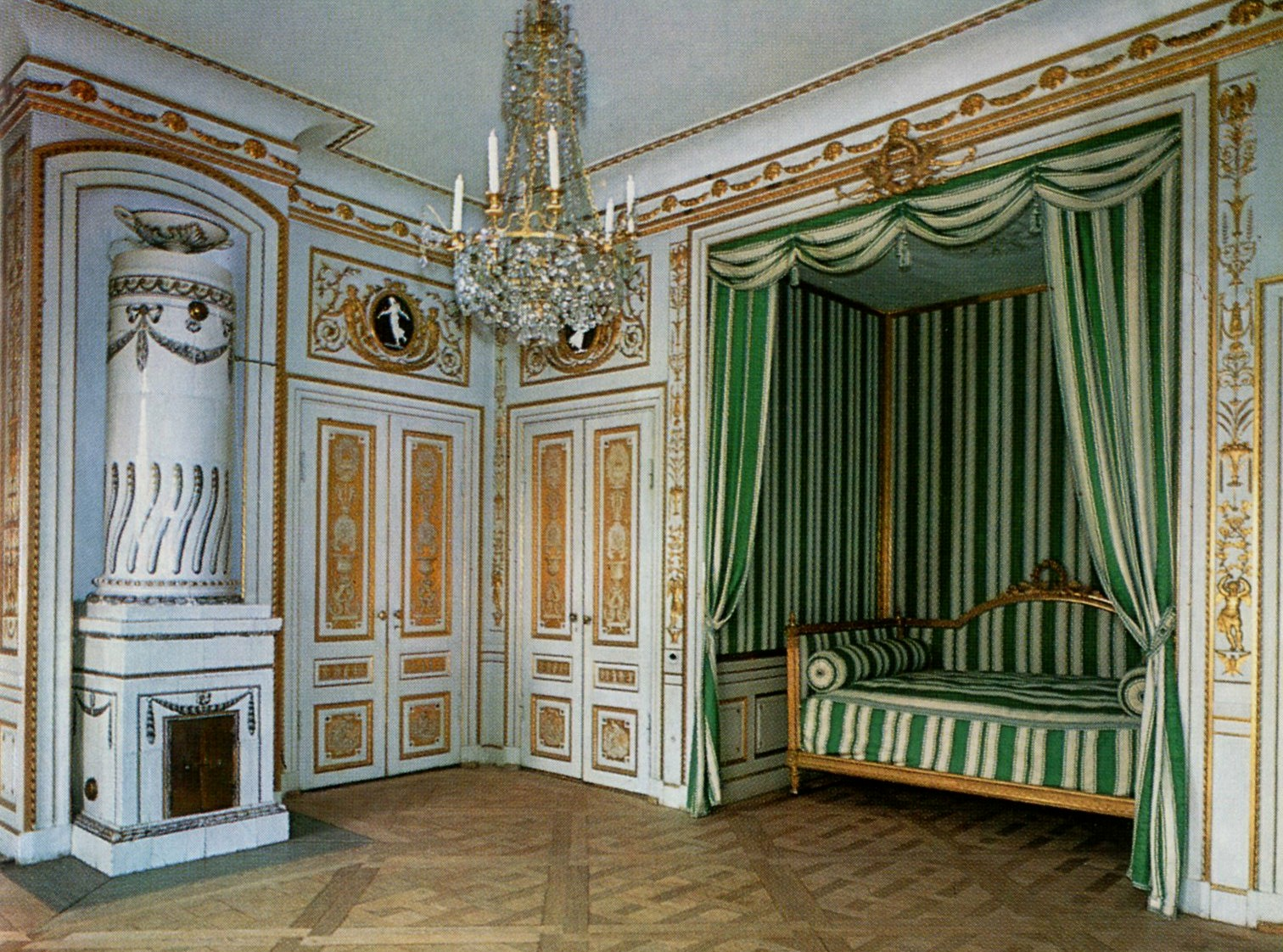
Tullgarns slott
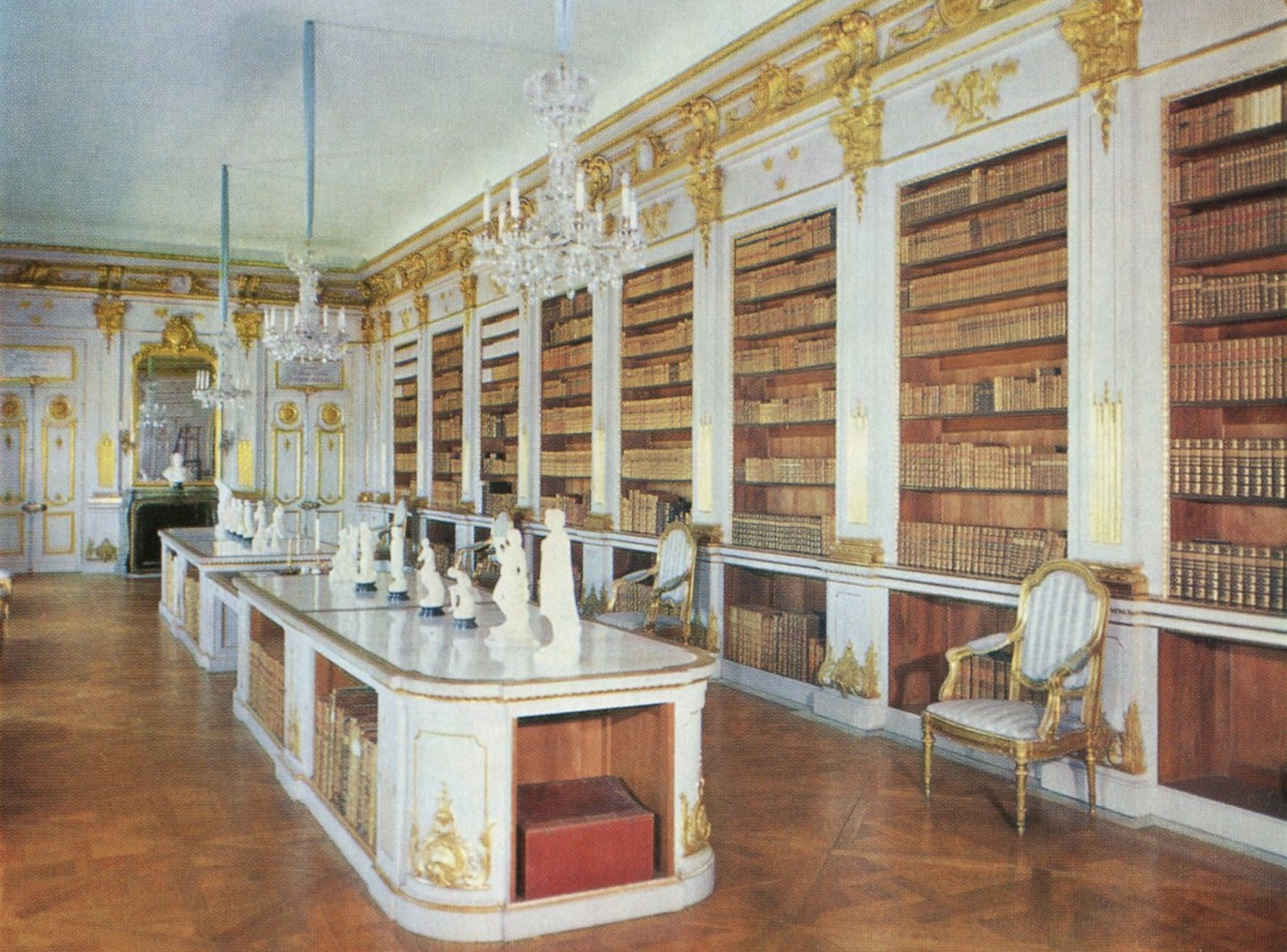
Drottningholms slott